# Люк Брейсі
Люк Брейсі (англ. Luke Bracey) (нар. 26 квітня 1989) — австралійський актор.

## Фільмографія
| Рік       |   | Українська назва         | Оригінальна назва                    | Роль                                   |
| --------- | - | ------------------------ | ------------------------------------ | -------------------------------------- |
| 2009—2010 | с | Додому і в дорогу        | Home and Away                        | Трей Палмер (223 епізоди)              |
| 2010      | с | Танцювальна академія     | Dance Academy                        | Аарон (3 епізоди)                      |
| 2011      | ф | Монте Карло              | Monte Carlo                          | Райлі                                  |
| 2013      | ф | G.I. Joe: Атака Кобри 2  | G.I. Joe: Retaliation                | Рексфорд «Рекс» Льюїс / Кобра командер |
| 2014      | ф | Людина листопада         | November Man                         | Девід Менсон                           |
| 2014      | ф | Краще в мені             | The Best of Me                       | молодий Доусон Коул                    |
| 2015      | ф |                          | Me Him Her                           | Брендан                                |
| 2015      | ф | На гребені хвилі         | Point Break                          | Джонні Ута                             |
| 2016      | ф | З міркувань совісті      | Hacksaw Ridge                        | Смітті Райкер                          |
| 2019      | ф |                          | Danger Close: The Battle of Long Tan | сержант Боб Буїк                       |
| 2019      | ф |                          | Lucky Day                            | 'Red'                                  |
| 2020      | ф | Пара на свята            | Holidate                             | Джексон                                |
| 2020      | с | Усюди жевріють пожежі    | Little Fires Everywhere              | Джеймс Каплан (3 епізоди)              |
| 2021      | ф |                          | Violet                               | Red                                    |
| 2022      | ф | Елвіс                    | Elvis                                | Джеррі Шиллінг                         |
| 2023      | ф | Ще одне справжнє кохання | One True Loves                       | Джесі                                  |